# Pawieł Potiomkin
Pawieł Siergiejewicz Potiomkin (ros. Павел Сергеевич Потемкин; ur. 6 czerwca?/17 czerwca 1743 w Petersburgu, zm. 29 marca 1796 tamże) – rosyjski generał, hrabia od 1794, rosyjski poeta, tłumacz i dramaturg.
Brał udział w tłumieniu powstania Pugaczowa. W 1783 w imieniu Rosji sygnował traktat gieorgijewski, w którym Gruzja wschodnia (Kartlia i Kachetia) uznawała zwierzchność rosyjską w zamian za obronę przed agresją ze strony Persji lub Turcji.
Generał-gubernator saratowski i kaukaski w latach 1784–1788. W czasie wojny rosyjsko-tureckiej 1787–1792 odznaczył się w czasie szturmu Izmaiłu. W czasie insurekcji kościuszkowskiej dowodził kolumną wojsk rosyjskich w szturmie Pragi.

## Dzieła
- Dramaty wierszem: 
  - Torżestwo drużby (1773)
  - Rossy w Archipiełagie (1772)
- utwory poetyckie
  - Epistoła na wziatie Bender (1770)
  - Poema na pobiedy, odierżannyje rossijskoj armijej nad turieckimi wojskami (1770)
  - Skonczajet li sud´ba kogda moi napasti (1761)

Był autorem rosyjskiego przekładu Mahometa, Woltera.